# Tante Olga
Tante Olga er et spillested og diskotek i Randers.
Stedet blev grundlagt i 1987 af Leif Bressum, der fortsat ejer det. Stedet er kendt for sine mange arrangementer både indenfor musik, stand-up og sport. Stedet er tillige et af byens mest populære diskoteker torsdag-lørdag. Tante Olga er udvidet flere gange, senest med baren MacAle, der har specialiseret sig i whisky, specialøl og cocktails.
Oprindeligt spillede stedet primært 60'er-rock, men siden er det blevet musikken fra de sidste tre årtier, der er blevet dominerende. Blandt de navne, der har gæstet Tante Olga er Kim Larsen, Hanne Boel, Ivan Pedersen, Johnny Deluxe, Tobias Trier, Tue West, Randi Laubek, Peter Sommer og Rasmus Nøhr.
De senere år har Tante Olga afholdt de fleste koncerter med større navne i Arena Randers. Derudover arrangeres der adskillige koncerter under Randers-Ugen.